# Попово (Любимский район)
Попово — деревня в Любимском районе Ярославской области Российской Федерации.
В рамках административно-территориального устройства относится к Пигалевскому сельскому округу Любимского района, в рамках организации местного самоуправления включается в Ермаковское сельское поселение..

## География
Находится в пределах центральной части Московской синеклизы Восточно-Европейской (Русской) платформы, в 20 км к юго-востоку от Любима. Высота над уровнем моря — 102 метра.
Поблизости находятся следующие населённые пункты: Алешино, Елхи, Заповедник, Исполино, Карганово, Колесово, Орлово, Охотино, Пигалево, Починок-Ананьев.

### Климат
Климат характеризуется как умеренно-континентальный с умеренно-теплым влажным летом, умеренно-холодной зимой и ярко выраженными сезонами весны и осени. Среднегодовая температура — +3,2°С. Средняя температура самого тёплого месяца (июля) — +18,2°С; самого холодного месяца (января) — −11,7°С. Абсолютный максимум температуры — +34°С; абсолютный минимум температуры — −35°С.

## Население
| 2007 | 2010 |
| ---- | ---- |
| 0    | →0   |

## Инфраструктура
Личное подсобное хозяйство с зоной сельскохозяйственного использования, индивидуальная застройка усадебного типа.

## Транспорт
Просёлочная дорога.